# 中華職棒比賽用球爭議
中華職棒自2010年起，用球的彈性數度引起討論。中華職棒21年（2010年）曾發生過比賽用球彈性係數過低的問題，而中華職棒27年（2016年）採用「華櫻990」中高恢復（彈性）係數（coefficient of restitution，簡稱COR）版本 比賽用球造成打擊數據大幅提升，中華職棒31年（2020年）再度爆發比賽用球彈性係數過高的問題。中職恢復係數合格數值範圍為0.540-0.580（ASTM 美國材料和試驗協會測試方式），美國職棒大聯盟則是0.514-0.578（ASTM 美國材料和試驗協會測試方式），日本、韓國職棒合格數值範圍為0.4134-0.4374（日本車両検査協会測試方式）。

## 沿革
- 2010年

中華職棒21年比賽用球改採美津濃MB210，恢復係數接近最低標的0.5423，導致嚴重的投高打低現象，上半季場均僅0.54轟，甚至還被質疑球會變形。下半季換成美津濃M150，恢復係數為0.542-0.551，場均升至0.78轟，隔年換回華櫻990，和2010年上半季相較，場均倍數成長至0.99轟。
- 2014年

中華職棒25年（2014年）四隊的全壘打總支數為209支，平均每場比賽為0.87支， 義大犀牛外野手高國輝以18支全壘打奪下全壘打王頭銜， 中信兄弟先發投手鄭凱文以2.48的防禦率奪下防禦率王寶座。
- 2015年

然而僅隔一年，同樣四隊的全壘打總支數卻翻倍成為429支，場均1.78支更是超越了中華職棒三年（1992年）球季的1.74支， 義大犀牛洋投羅力的3.26防禦率雖非史上最高防禦率王， 然而四隊平均防禦率卻首度超過五，為史上最高。
- 2016年（彈力球事件）

打擊大爆發的狀況到了中華職棒27年（2016年）更明顯，截至4月10日止的28場比賽便出現72支全壘打，平均每場為2.57支，引起一連串的話題討論。 2016年8月27日在桃園國際棒球場的例行賽中，Lamigo桃猿打者陽耀勳將統一7-ELEVEn獅投手廖文揚的一顆眼睛以上高度的壞球「砍劈」成反方向之全壘打，更是登上大聯盟的Cut4專欄，成為國際棒球迷的焦點， 也讓部分球員與教練首度明確表達對「彈力球」的看法。
- 2020年（彈力球事件再起）

中華職棒31年官辦熱身賽平均每場3.3轟，打擊率高達0.327，平均每場比賽得分近15分，3項聯盟打擊數據都是歷史新高。上半季120場比賽打完場均2.73轟，再度被質疑用球彈性係數過高。最終中華職棒決定於下半季更換比賽用球。

## 檢測與回應
- 球探土法檢測

針對打擊數據集體提升的現象，曾為台灣第一位大聯盟球探的鐘勝宏（原名鐘孟文）在四月初將業餘比賽用球及歷年中華職棒用球進行簡單測試，結果發現從5.75公尺釋放中職用球，反彈高度如下：2010年用球反彈高度=110公分；2014與2015的球反彈高度=125公分；2016的球反彈高度=平均超過130公分，顯示2016年中華職棒用球真的較其他用球彈， 也是後來「彈力球」的由來。
- 中職用球第一次檢測聲明（官方）中華職棒官方對此宣稱，比賽用球和前一年相同，且已經在開季時委託臺北市立大學運動器材科技研究所送驗。而在四月底出爐的檢測結果中，顯示無論在外觀、縫線數、重量、圓周、直徑、縫線高度、縫線寬度、恢復係數（COR）及壓縮值（C-D）等共九項都為合格標準，而恢復係數[15]為0.576，合乎中職官方要求的0.540-0.580間標準[註 1]。逼近0.58上限。[16] 然數據亦指出，在相同條件下，和2014年相比，2016年擊球飛行距離多了9公尺（約30英尺），形同全壘打牆往內縮的情況。[17]

然而這項結果並無法讓球迷滿意，且TVBS新聞台於五月製作相關專題， 先前曾進行檢測的鐘勝宏收看報導時，從畫面上發現可能有一個數據有超標狀況，認為應該持續檢測，而非逕行宣布合格。
- 中職用球第二次檢測聲明（官方）中職官方則在八月份將球再度交由臺北市立大學運動器材科技研究所檢驗，且檢測用球數從6顆增加為18顆，除本來的「恆濕恆溫保存14天後測試」外，新增「常溫直接測試」、「恆濕恆溫保存兩天後測試」兩項項目，結果原預計九月中出爐，[20] 然中職官方於8月29日提前公布最新檢測結果，仍為合格，恢復係數皆在0.573-0.575間。依然逼近0.58上限。[21]
- 後續處置

中華職棒會長吳志揚表示，領隊會議已決議不降低比賽用球恢復係數標準，因此將要求參與招標的廠商於招標時提供比賽用球的檢測數據，當做招標參考，而距離上限愈遠的係數會愈有利。2017-2018年的比賽用球，將要在9月12日投標。

## 各方反應與建議

### 2010年比賽用球彈性係數過低爭議

#### 上半季美津濃MB210比賽用球
郭岱琦指出，「美津濃MB210」打出去感覺「呆呆的」、「死死的」，是12年職業生涯印象最深刻的球，當時常聽隊友討論球，不過他的想法是「我得想辦法克服，畢竟用一樣的球大家都公平，如果210的球打不出去，那就提升自己能力，增加揮棒速度，不能打不好就怪球不彈、球棒不好。」

#### 下半季美津濃M150比賽用球
郭岱琦說，「2010年剛用210的球，打起來彈性就有差，常感覺這球會飛出去，最後竟然沒出去，到了下半季換成150，覺得擊球飛行距離變好了。」

### 2016年比賽用球彈性係數過高爭議
- 教練與球評的看法

前La new熊球員、曾任FOX體育台球評潘忠韋表示，過去很多飛球以往外野手有機會接到或已站定位的球，今年多飛出全壘打牆，已打破其個人過去經驗。然而除了球「彈」的因素外，潘忠韋認為，訓練方式改變、旅外球員回歸、打者從早期「碰球」到現在全力揮擊，加上教練團未調整調度投手的方式，造成嚴重打高投低的情況，亦為重要原因。 義大犀牛總教練葉君璋早在中職將球第一次送驗結果出爐時即表達看法，認為「原本以為是德州安打的球，結果卻愈飛愈遠」，還以子弟兵高國輝只打到棒頭卻形成全壘打的狀況作為觀察。 八月下旬時則建議，為了備戰隔年的經典賽，不妨考慮採用與經典賽差不多彈性的比賽用球，一來與國際接軌，二來中職打者是否真的很會打，馬上一清二楚。
時任統一7-ELEVEn獅總教練郭泰源表達對「投手可能因此已經不敢投、沒信心」的憂慮，認為目前比賽已經不太正常了。
- 投手的意見

義大犀牛左投賴鴻誠認為吸引球迷進場而將係數增加一點還可接受，但調整過頭且好球帶又未適度放寬，致中職成超級打擊聯盟，很多打者數據看起來可直升大聯盟，但國際賽又無亮眼成績，變成「國內王」，反成負面效果。且賴鴻誠亦表示，任何決策都要公平、公正、公開，必須禁得起檢視才行。
中信兄弟右投林克謙透露中職官方季前並未告知調整係數的狀況，將影響季前調整、球季成績與季後談薪。
Lamigo桃猿右投曾孟承則以內野手的觀點表達看法，認為過去打者擊出滾地球，內野手尚有時間向兩側移動進行接傳，而彈力球造成滾地球更強勁，打者常直接打穿防線形成安打，內野手根本來不及反應，毫無守備機會。同隊洋投泰霸也有同樣的反應，認為「打過多國職棒，從來沒看過打者打出去的球，速度像今年這麼快的」。
- 打者的觀點[28]

中信兄弟內野手林智勝認為與球棒做得比以前更好及裁判因素有關，隊友蔣智賢則表示中職僅四隊，讓打者易熟悉投手。
統一7-ELEVEn獅內野手陳鏞基則表示，近年多隊多找曾在美國職棒系統執教多年的教練，球隊球風逐漸從日式轉為美式，亦為主因之一。
- 其他方面的回應

製作中華職棒比賽用球的華櫻棒壘球則強調，比賽用球製程和規格都一樣，對品管也相當費心。 華櫻每顆中職用球約110元；美日大聯盟用球每顆約300元台幣。
時任中華職棒球員工會理事長胡金龍先透露自2015年起的用球比過去紮實，後呼籲球的恢復係數應仿效日本職棒改採固定目標值而非區間值，以維持球的一致性。

## 影響
- 截至2016年10月14日例行賽結束為止，中華職棒四隊投手平均防禦率為5.95[30]，為史上最高，其中本土投手防禦率為6.39，比中華職棒26年（2015年）的5.64還要高，洋投防禦率也高達5.32，一舉打破中華職棒20年（2009年）史上最高洋投防禦率4.45。
- 比賽時間冗長，平均每場耗時3小時27分為史上最長[31]。
- 打者可能形成「國內一條龍，國外一條蟲」的情況。

## 國外案例
- 日本職棒於2011年起採用「統一球」，造成全壘打數量下滑，故在未公開說明的情況下，私下要求美津濃公司生產新球，結果球變得會飛，全壘打產量暴增。讀賣巨人主砲阿部慎之助表示「非常丟臉！為何現在才說實話」；[32] 德州遊騎兵投手達比修有直接在推特上痛批「這就是欺騙」。不僅是選手不滿，日本政府官方，如内阁官房长官菅义伟、文部科學大臣下村博文皆表示嚴重關切，[33] 最後會長加藤良三因此於九月宣布下台負責。[34]
- 隔年日職再度在比賽用球出現特別會飛的情況，會長熊崎勝彥為此公開致歉。[35]